# 越中史料

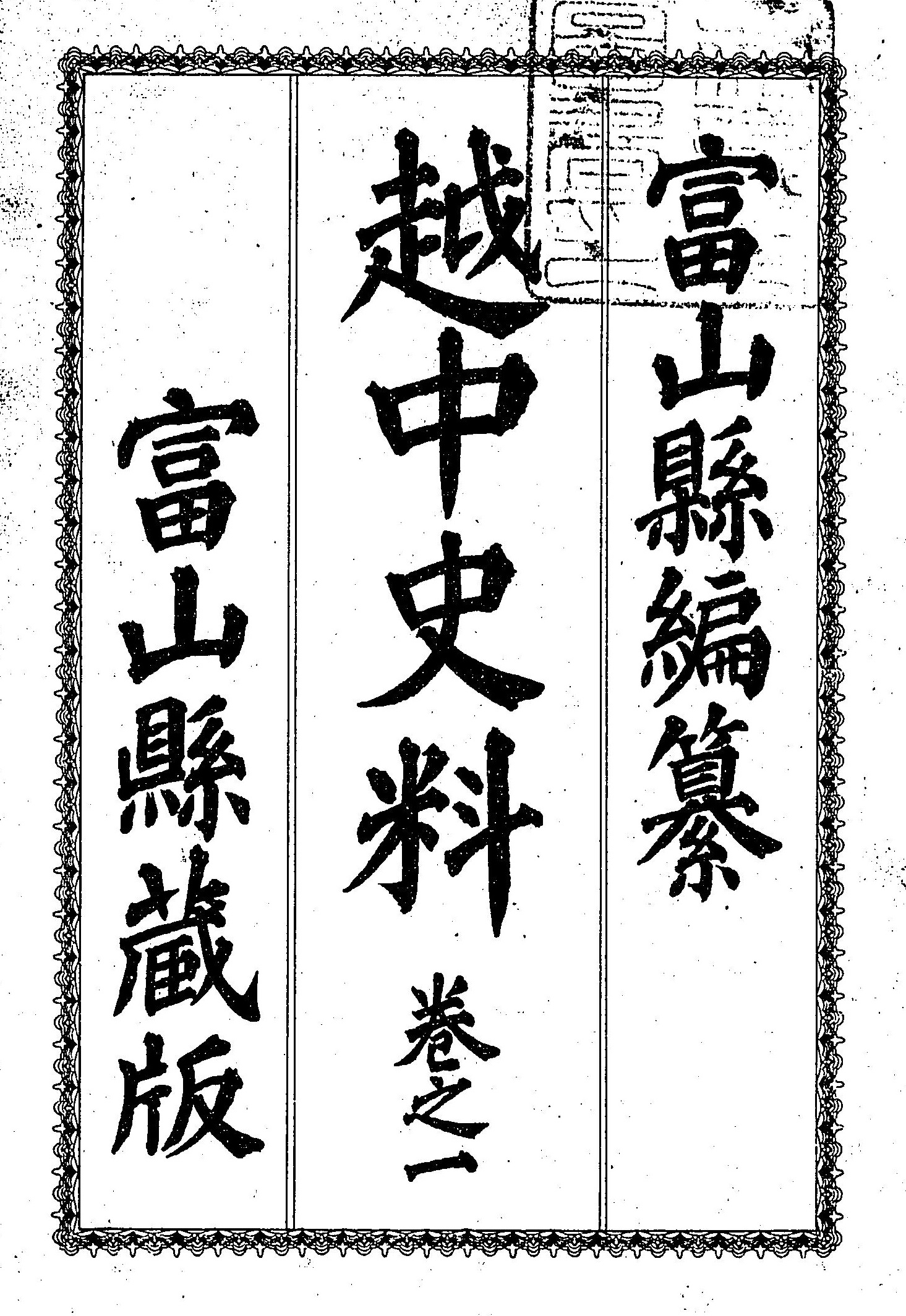
『越中史料』標題紙

越中史料（えっちゅうしりょう）とは、『大日本史料』の体裁に倣って神代より1907年（明治40年）に至る越中国関係の史料を蒐め、編年体に編輯した史料集である。

## 概要
富山県では1909年（明治42年）9月29日より同年10月3日に至るまでの期間、皇太子嘉仁親王（後の大正天皇）の行啓を迎えた。『越中史料』はこの行啓に際する紀念事業として「通俗的に地理・沿革・名所・旧蹟・現勢を略叙」する『富山県紀要』と共に編纂が行われたものである。編纂事業は1907年（明治40年）12月より1909年（明治42年）3月にかけて行われ、編年体により事件毎に項目を立て、その概略を説明したのち、関連の史料を提示するという『大日本史料』に倣った体裁になっている。主として監修校閲は東京帝国大学教授文学博士三上参次及び学習院大学教授兼東京帝国大学助教授岡田正之、校訂は文学士澤邊復正、印刷は東京帝国大学史料編纂掛嘱託文学士渡邊世祐がそれぞれ担当し、また当時、富山県知事であった正五位勲四等川上親晴及び正五位勲五等宇佐美勝夫を首班とする各編纂議員及び編纂委員等が編纂を行った。掲げられている史料は、六国史や『吾妻鏡』、『徳川実紀』といった公刊の史書や、『国史大系』、『群書類従』、『史籍集覧』、『大日本古文書』等に集録されている文献をはじめとして、個人や寺社の所蔵する未刊の史料や、各市町村役場、小学校、警察署の報告、あるいは富山日報等の当時の新聞記事など幅広く、「信頼できる史料集である」、「この地方の研究のためには便利な史料である」と評価されている。

## 内容
- 第一巻 - 神代より1586年（天正14年）まで[1]。
- 第二巻 - 1587年（天正15年）より1746年（延享3年）まで[1]。
- 第三巻 - 1747年（延享4年）より1871年（明治4年）まで[1]。
- 第四巻 - 1872年（明治5年）より1907年（明治40年）まで[1]。
- 『富山県紀要』 - 地理及沿革、名所旧蹟、現勢（政治、財政、実業、農業、交通、土木、教育、衛生、神社及宗教、兵事、慈恵、私設慈恵事業、警察及司法）と大別して3篇の構成を以て[10]、「通俗的に地理・沿革・名所・旧蹟・現勢を略叙」したものである[3]。1972年（昭和47年）の復刊の際は『越中史料』第五巻として出版された[11]。

現在、上掲の5冊は国立国会図書館デジタルコレクションにおいて閲覧が可能である。